# Valleluengo
Valleluengo (en carbayés Valliluengu) es una localidad española perteneciente al municipio de Rionegro del Puente, de la comarca de La Carballeda, en la provincia de Zamora.

## Localización
Su término pertenece a la histórica y tradicional comarca de La Carballeda, con la que comparte sus especiales características, en especial de paisaje natural y urbano. Junto con Rionegro del Puente, Santa Eulalia del Río Negro y Villar de Farfón, conforman el municipio zamorano de Rionegro. Su casco urbano se encuentra asentado en un valle rodeado de castaños.

## Historia
En la Edad Media, Valleluengo quedó integrado en el Reino de León, cuyos monarcas acometieron la repoblación del oeste zamorano. Así, su primera referencia escrita data del año 1057, cuando la infanta Doña Elvira, hija de Bermudo II de León, permutó la localidad por Granucillo. Posteriormente, Valleluengo perteneció al monasterio de San Martín de Castañeda.
Durante la Edad Moderna, Valleluengo estuvo integrado en la provincia de las Tierras del Conde de Benavente. No obstante, al reestructurarse las provincias y crearse las actuales en 1833, Valleluengo pasó a formar parte de la provincia de Zamora, dentro de la Región Leonesa, quedando integrado en 1834 en el partido judicial de Puebla de Sanabria.
En torno a 1850, Valleluengo se integró en el municipio de Rionegro del Puente.

## Patrimonio
En la localidad destaca la presencia de su reformada iglesia parroquial y de su ermita de la Cruz o del Bendito Cristo, con retablo en el que destaca la imagen del Crucificado, observable a través de una reja de madera.

## Personajes
- José Prieto Fuentes (Valleluengo, 14 de mayo de 1913 - Paracuellos de Jarama, 28 de noviembre de 1936), religioso dominico fusilado en Paracuellos de Jarama y posteriormente beatificado.[7]